# 寨西店站
寨西店站是一个京广线上的铁路车站，位于河北省定州市寨西店村，建于1902年，目前为四等站，邮政编码为073004。目前客运：办理旅客乘降；行李、包裹托运；货运：办理整车货物发到。